# 愛の歌 (ブラームス)
『愛の歌』（あいのうた、独: Liebeslieder Walzer）は、ヨハネス・ブラームスによる4手のピアノと混声4声部の歌唱（重唱または合唱）のためのワルツ集。作品52と作品65の2つの作品番号にまたがっている。
ブラームスは全部で61曲の四重唱曲をいずれもピアノ伴奏付きで作曲しているが、その中において4手連弾を用いているという点で、作品52と作品65は異色な作品といえる。
この項目では作品65『新・愛の歌』（しん・あいのうた、独: Neue Liebeslieder）についても記載する。

## 愛の歌
『愛の歌』（作品52）は、1869年、バーデン＝バーデンで作曲され、同年10月6日にカールスルーエにて、クララ・シューマンとヘルマン・レーヴィによるピアノ連弾、ルイーゼ・ハウスマン（独: Luise Hausmann）とマリア・マグダレーナ・ハウザーの女声、ベネディクト・キュルナーとカール・ヨハン・ブルイローの男声により、全18曲のうち10曲が初演された。全曲の初演は翌1870年の1月5日、ウィーンにて、クララとブラームス自身のピアノ連弾、ルイーゼ・ドゥストマン（ソプラノ）、ローザ・ギルツィック（独: Rosa Girzick）（アルト）、グスタフ・ヴァルター（テノール）およびエミール・クラウス（独: Emil Krauss）（バス）の独唱で行われた。
歌詞はすべてゲオルク・フリードリヒ・ダウマーの詩集『ポリドーラ』から選ばれ、ブラームスのウィンナ・ワルツへの憧れがうかがわれるかのように、全曲、シューベルト時代以来のウィーンの舞曲であるレントラーのテンポで作曲されている。
一方、ヨハン・シュトラウス2世からもインスピレーションを得ており、9曲目のAm Donaustrande（ドナウ河の岸辺に）がその一例で、本質的なイメージや音楽的細部において、ワルツ『美しく青きドナウ』の影響を受けている。
『愛の歌』（作品52）は、1869年10月にベルリンにあるジムロック社（Simrock'sche Musikhandlung）から出版された。ほかの自分の作品を称賛しなかったブラームスが出版者のフリッツ・ジムロックに宛てた手紙の中で「正直なところ、印刷された自分の作品を見て微笑んだのはこれが初めてです」と記したことから、ブラームスの作品の中では、全体を通して、人生の愉悦を素直に受け入れて明るい幸福感に包まれた数少ない作品のひとつとなっていることがうかがえる。
ほかに、声楽パート無しのピアノ4手用（ピアノ二重奏曲）として1874年にウィーンでブラームスが編曲したもの（作品52a、ピアノ連弾版）もある。

### 曲目（愛の歌 作品52）
- 第1曲 Rede, Mädchen（話してくれ、乙女よ） - 四重唱[16]
- 第2曲 Am Gesteine rauscht die Flut（巌に大波がざわめく） - 四重唱[16]
- 第3曲 O die Frauen（ああ、女たちよ） - 二重唱（テノールとバス）[16]
- 第4曲 Wie des Abends schöne Röte（美しい夕映えのように） - 二重唱（ソプラノとアルト）[16]
- 第5曲 Die grüne Hopfenranke（緑のホップの蔓） - 四重唱[17]
- 第6曲 Ein kleiner, hübscher Vogel（小さなかわいい小鳥が） - 四重唱[17]
- 第7曲 Wohl schön bewandt war es（あのころの生活は本当にすてきだった） - 独唱（ソプラノまたはアルト）[18]
- 第8曲 Wenn so lind dein Auge mir（やさしい君の瞳に会うと） - 四重唱[18]
- 第9曲 Am Donaustrande（ドナウ河の岸辺に） - 四重唱[18]
- 第10曲 O wie sanft die Quelle（ああ、泉はなんとおだやかだろう） - 四重唱[18]
- 第11曲 Nein, es ist nicht auszukommen（いいや、世間の奴らと親しむことはできない） - 四重唱[18]
- 第12曲 Schlosser auf, und mache Schlösser（錠前屋よ、たくさんの錠を作ってくれ） - 四重唱[18]
- 第13曲 Vögelein durchrauscht die Luft（小鳥が音立てて空を飛ぶ） - 二重唱（ソプラノとアルト）[18]
- 第14曲 Sieh, wie ist die Welle klar（ご覧、波がなんと澄んでいることか） - 二重唱（テノールとバス）[19]
- 第15曲 Nachtigall, sie singt so schön（ナイチンゲールの美しい歌声） - 四重唱[19]
- 第16曲 Ein dunkeler Schacht ist Liebe（愛は暗い穴） - 四重唱[19]
- 第17曲 Nicht wandle, mein Licht（さまような、わたしの光よ） - 独唱（テノール）[19]
- 第18曲 Es bebet das Gesträuche（茂みが揺れる） - 四重唱[19]

## 新・愛の歌
『新・愛の歌』または『新しい愛の歌』（作品65）は、『愛の歌』（作品52）の大きな人気を受けて、1874年に作曲された。初演は翌1875年の5月8日にカールスルーエで、ブラームスとオットー・デッソフのピアノ連弾、ルイーゼ・ヴァルター（独: Luise Walter）、ヨハンナ・シュヴァルツ（独: Johanna Schwarz）、ベネディクト・キュルナー（独: Benedikt Kürner）、ヨーゼフ・ハウザーの歌唱で行われた。
『愛の歌』と同様、第1曲から第14曲までのテキストは『ポリドーラ』から選ばれているが、15曲目のZum Schluß（結び）のみ、ゲーテの詩集『アレクシスとドーラ』から選ばれている。
『愛の歌』では、18曲中3分の2の曲が四重唱、残りの6曲のうち独唱曲が2曲にとどまるのに対し、『新・愛の歌』は、15曲中7曲が四重唱、7曲が独唱、1曲が二重唱と、独唱曲がより多く含まれるのが特徴的である。また、第1曲から第14曲までは4分の3拍子のワルツであるが、最後の15曲目だけが4分の9拍子となっているのも、『愛の歌』（18曲とも4分の3拍子）と異なる点である。
全曲を通して愛の様々な姿が描かれている『新・愛の歌』は、時に激しく、また時には明るく、あるいは優美に、または切々と歌いあげられ、最後にこれらの情動を超越した心境に達したかのように、静かな終曲で締め括られる。
ほかに、声楽パート無しのピアノ4手用（ピアノ二重奏曲）として1875年にブラームスが編曲したもの（作品65a、ピアノ連弾版）もある。

### 曲目（新・愛の歌 作品65）
- 第1曲 Verzicht, O Herz, Auf Rettung（おお心よ、救いを望むまい） - 四重唱
- 第2曲 Finstere Schatten der Nacht（真暗な夜の影） - 四重唱
- 第3曲 An jeder Hand die Finger（両手の指が） - 独唱（ソプラノ）
- 第4曲 Ihr schwarzen Augen（彼女の黒き瞳） - 独唱（バス）
- 第5曲 Wahre, wahre deinen Sohn（お前の息子を守れ） - 独唱（アルト）
- 第6曲 Rosen steckt mir an die Mutter（母にピンでとめられたバラの花） - 独唱（ソプラノ）
- 第7曲 Vom Gebirge Well auf Well（山から山ヘ次々と） - 四重唱
- 第8曲 Weiche Gräser im Revier（領地の柔らかい草地） - 四重唱
- 第9曲 Nagen am herzen（心を蝕む毒がある） - 独唱（ソプラノ）
- 第10曲 Ich kose süß（彼女をやさしく抱きとめる） - 独唱（テノール）
- 第11曲 Alles, alles in den Wind（すべてが風に流れる） - 独唱（ソプラノ）
- 第12曲 Schwarzer Wald（黒き森） - 四重唱
- 第13曲 Nein, Geliebter（いけません、愛しい人よ） - 二重唱（ソプラノとアルト）
- 第14曲 Flammenauge, dunkles Haar（燃え上がる瞳、真黒の髪） - 四重唱
- 第15曲 Zum Schluß（結び） - 四重唱

## 合唱版その他
合唱版への編曲が複数存在する（以下は編曲の出版順）。
- 女声合唱（女声4部合唱〈SSAA〉）版『愛の歌』[28]

ブラームス自身による編曲。『愛の歌』18曲と『新・愛の歌』15曲の中から女声合唱曲に編曲された9曲（作品65第7曲、作品52第12曲、同第18曲、同第15曲、同第4曲、同第6曲、同第9曲、同第11曲、作品65第15曲）を収録。
- 女声合唱（SSA）とピアノ（2手または4手）のための『愛の歌』（Auswahl aus Liebeslieder-Walzer op. 52、1952年[29][注 12]）

パウル・ヒンダーマンによって作品52から編曲された14曲（第2曲、第4曲、第6曲 - 第16曲、第18曲）を収録。ナタリア・マクファーレンの翻訳による英語歌詞を併記。
- 須賀靖和編曲による合唱版『「愛のワルツ集」、「新しい愛のワルツ集」より』（1958年4月）[31]

『愛の歌』18曲と『新・愛の歌』15曲、全曲を収録。原曲の声部に合わせて男声合唱（作品52第3曲、同第14曲、作品65第4曲、同第10曲）・女声合唱（作品52第4曲、同第8曲、同第13曲、作品65第3曲、同第5曲、同第6曲、同第9曲、同第11曲、同第13曲）・混声合唱（作品52第1曲、同第2曲、同第5曲 - 同第7曲、同第9曲 - 同第12曲、同第15曲 - 同第18曲、作品65第1曲、同第2曲、同第7曲、同第8曲、同第12曲、同第14曲、同第15曲）に編曲されている。
- 福永陽一郎編曲・畑中良輔監修・細井豊日本語訳による男声合唱とピアノのための『愛の歌』（1998年8月）[32]

1981年に編曲された。『愛の歌』18曲中より抜粋された11曲（第1曲、第2曲、第3曲、第14曲、第15曲、第16曲、第8曲、第6曲、第9曲、第11曲、第12曲）と、『新・愛の歌』の終曲の、計12曲で構成されている。
- 荒谷俊治訳[注 14]・編曲による男声合唱のための『愛のワルツ集』（1988年9月）[34]

『愛の歌』全18曲を男声合唱に編曲。
- 村谷達也編曲監修による女声合唱版『愛の歌』（2000年3月）[35]

ほかに、ブラームスが、1870年にベルリンでエルンスト・ルドルフの懇願を受けて、作品52から選んだ8曲（第1曲、第2曲、第4曲、第6曲、第5曲、第11曲、第8曲、第9曲）と新たに作曲した1曲（後に作品65の第9曲となる）を組合せ、四重唱曲のピアノ伴奏をオーケストラ伴奏に編曲した管弦楽版がある。管弦楽版の初演はルドルフによって同年3月19日にベルリンの高等教育学校（Hochschule）で行われた。